# Almaș (rzeka)
Almaș – rzeka w północno-zachodniej Rumunii, lewy dopływ Samoszu w zlewisku Morza Czarnego. Długość – 68 km, powierzchnia zlewni – 813 km². 
Źródła Almașu leżą w północnej części kotliny Huedin na północnym skraju Masywu Biharu w Siedmiogrodzie. Rzeka płynie początkowo na północny wschód, potem łagodnie zmienia kierunek na północny. Przecina Wyżynę Samoszu i uchodzi do Samoszu koło wsi Tihău, w miejscu, gdzie Samosz zatacza łuk na południe.